# Rorbach-lès-Dieuze
Rorbach-lès-Dieuze – miejscowość i gmina we Francji, w regionie Grand Est, w departamencie Mozela.
Według danych na rok 1990 gminę zamieszkiwało 50 osób, a gęstość zaludnienia wynosiła 12 osób/km² (wśród 2335 gmin Lotaryngii Rorbach-lès-Dieuze plasuje się na 995. miejscu pod względem liczby ludności, natomiast pod względem powierzchni na miejscu 1082.).